# Sylvanus Dung Dung
Sylvanus Dung Dung   (27 de gener de 1949) és un jugador d'hoquei sobre herba indi, ja retirat, que va competir durant les dècades de 1970 i 1980.
El 1980 va prendre part en els Jocs Olímpics d'Estiu de Moscou, on guanyà la medalla d'or en la competició d'hoquei sobre herba. En el seu palmarès també destaca una medalla de plata als Jocs Asiàtics de 1978. Aquell mateix any va disputar la Copa del món d'hoquei sobre herba.